# Lea-Francis
Lea-Francis var en brittisk biltillverkare som verkade i Coventry mellan 1903 och 1960.
Företaget startades 1895 av Richard Henry Lea och Graham Inglesby Francis. Deras första bil byggdes 1903, men tillverkningsrätten såldes till Singer. Från 1911 byggde Lea-Francis motorcyklar och först 1919 återupptogs biltillverkningen. Lea-Francis var engagerade inom bilsporten och vann RAC Tourist Trophy 1928. Biltillverkningen avstannade en period i mitten av 1930-talet, men 1937 introducerades en ny serie bilar med tydliga influenser från Riley.
Produktionen av förkrigsbilarna återupptogs efter andra världskriget och 1949 introducerades den moderniserade modellen 2.5 Litre, med individuell hjulupphängning fram. Företaget levererade även motorer till formelbiltillverkaren Connaught Engineering i början av 1950-talet. Lea-Francis bilar fick hydrauliska bromsar 1952, men året därpå upphörde i praktiken biltillverkningen. Det ursprungliga företaget gjorde ett sista försök att komma tillbaka på marknaden 1960, men flera försök att återuppväcka märket har gjorts sedan dess.

## Bilder

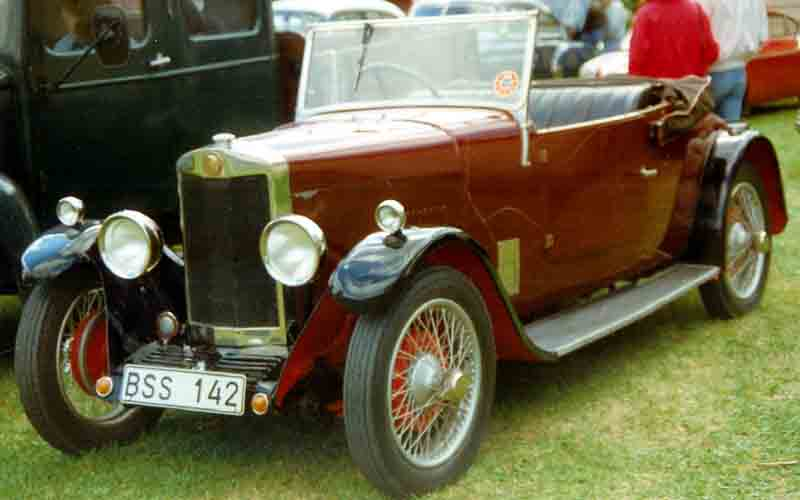
Lea-Francis 11.9 P-Type 1929
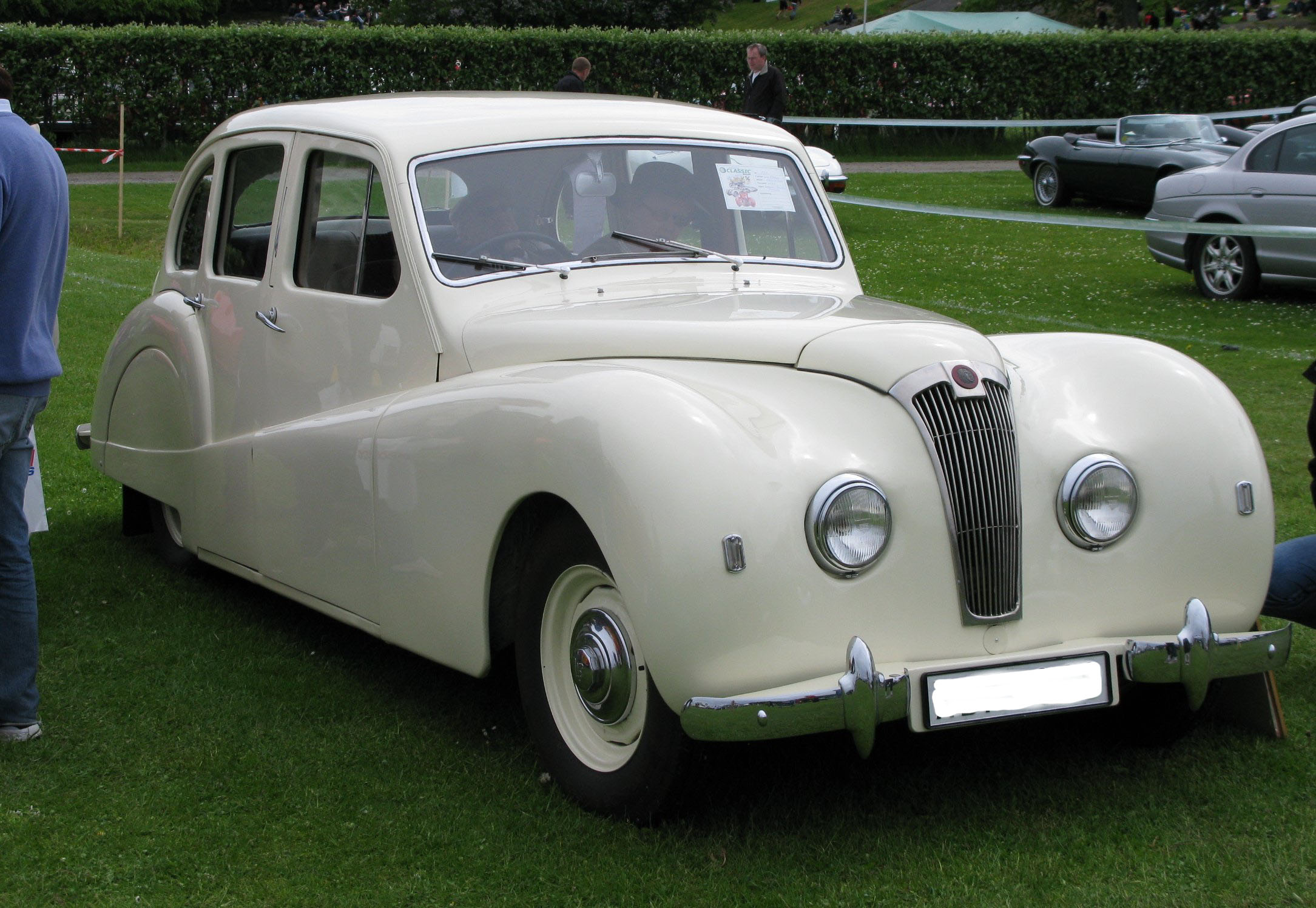
Lea-Francis 14 hp 1949